# Angaria subcalcar
Angaria subcalcar is een uitgestorven slakkensoort uit de familie van de Angariidae. De wetenschappelijke naam van de soort werd voor het eerst geldig gepubliceerd in 1850 door d'Orbigny als Turbo subcalcar.